# 社会的動物
社会的動物（しゃかいてきどうぶつ）とは、社会を構築し、その中で生活する動物の事である。

なお本項では主にアリストテレスの提唱した人間の定義と、この人間が考える所の社会のイメージに基づいて、類似性の見られる生活習慣がある動物についても触れる。

## 概要
アリストテレスは『政治学 (アリストテレス)』において、人間は「enzoon politikon （ポリス的な動物）である」と述べた。
人間というのは、自己の自然本性の完成をめざして努力しつつ、ポリス的共同体（つまり《善く生きること》を目指す人同士の共同体）をつくることで完成に至る、という（他の動物には見られない）独特の自然本性を有する動物である、ということを述べた。
人間が単に社会を形成している、とか、社会生活を営む一個の社会的存在である、などと言ったのではなかった。
だが、原典を読み前後の表現を自分で確認しようともしない人々の間に誤解が生じた。生物学者や生物学を学ぶ学生などのなかには、アリストテレスが「人間は社会的動物だ」と言ったと信じていて、しかも独特の解釈をする人が多い。

## 動物と社会

### 社会を形成する動物
ヒト以外にも少なからず独自の社会を形成して生活する動物は存在する。特に近年では野生動物の観察・調査が進むにつれて、社会性を持つことが知られるようになった動物も多い。これらは古く観察が十分ではなかった時代には、野生動物が独自の社会性を持つことが知られていなかった部分もあり、近代以降の学術的な調査により、人間以外にも独自様式の社会構造を持つ生物が見つかっている。
古くより群の中でリーダーシップを発揮するボスを中心とした社会を持つものは、社会的動物であると見なされた。群の中で各々の役割が発生しており、相互関係によって成り立つヒエラルキーの有無は、単なる群れか、それとも社会とすべきかと言う点で、注意すべき違いである。
例えばイヌであるが、この動物は群社会においてボスが絶対的な権力を持っており、これは優れた個体が担っている。このイヌの社会性は、ペットとして飼われている家畜のイヌでも持っており、ペットであるイヌを含めた人間の家族の中に、イヌ自身の地位を認識していると考えられている。
またミツバチなどのハチやアリのような昆虫の中には、一定の環境下に於いて・若しくは遺伝的な作用によって、その地位を獲得する場合も見られる（後述）。

### 社会を形成する昆虫
ハチやアリの中でも社会を形成するタイプの動物では、遺伝的な本能によるものではあるが、その役割が細かく区分され、主に食糧を集めるもの、外敵から巣を防衛するもの、子供（幼虫）の世話をするものといった各々の労役を担う個体と、それを産む（産卵）女王と呼ばれる立場の個体によって社会が形成されており、また有性生殖を担う上でごく少数のオスが存在している。女王とオスの個体以外は生殖に直接関与しないなど、明確な役割分担が存在する。

なおサムライアリはクロヤマアリなどの巣を襲い、この巣の幼虫を奪って育て、使役する事が知られている。この奴隷制度を支えているのは、勿論サムライアリの遺伝的にプログラムされた本能によるものであるが、驚異的な社会構造といえよう。これらのような社会を構築するタイプの昆虫は、主に社会性昆虫と呼ばれる。なおこのような様式を数理的に解き明かそうという学問として、社会生物学という分野がある。

### 社会と情報伝達・教育
社会を形成する上で、そこには一定の情報伝達（コミュニケーション）の必要性が出てくる。先に挙げたアリではフェロモン（匂い）が情報を伝える役割を担っているが、ハチでは一般にダンスとも呼ばれる一定行動様式で餌の位置や距離などといった情報を伝達していると考えられている。イヌ等では音声によって情報伝達を可能にしているほか、ヒトでは言語や文字で情報を伝達する。
更にこれら情報伝達でいっぺんに伝えきれない（情報の受け手が理解しきれない）情報を伝え覚え込ませる事は教育と呼ばれる。特にヒトでは必要とされる知識が多いため、長い期間を掛けて教育される。（→前述・人間の社会性）

### 備考・社会性と文化
社会の形成は、ある程度の余裕（身を守ったり、食物を得る労力が軽減される）が生れる事から、この余暇を用いた行動様式も発生する。ヒトの社会では遊びと呼ばれる行動であるが、このようなものでは、必ずしも実利的ではない行為から、文化と呼べるような世代を超えて伝えられる行動様式も発生し得る。
ただこのような文化（？）の継承などは、幾つもの群を個体を識別しながら注意深く観察しない事には、気付かれ難い現象である。古くは単なる自然発生的・もしくは遺伝的・本能的な習性に過ぎないと考えられていた。詳細は文化 (動物)を参照されたい。